# Rogneda de Pólatsk
Rogneda de Pólatsk (962-1002) es el nombre eslavo de Ragnhild, cuyo padre Ragnvald (en eslavo: Rógvolod) vino de allende de los mares (por ejemplo, de Escandinavia) y se estableció en Pólatsk a mediados del siglo X.
Se ha especulado que Ragnvald pertenecía a familia real Ynglingar de Noruega. Alrededor del año 980, Vladimiro de Nóvgorod, sabiendo que Rogneda estaba prometida para su medio-hermano Yaropolk I de Kiev, tomó Pólatsk y forzó a Rogneda a casarse con él. Después de violarla frente a su padres, Vladimiro ordenó matarlos, junto a los hermanos de Rogneda.
Rogneda tuvo con él varios hijos. Los cuatro niños fueron Yaroslav I el Sabio, Vsévolod Vladímirovich, Mstislav de Chernígov, e Iziaslav de Pólatsk. También tuvo dos hijas, una de ellas es nombrada en la Crónica de Néstor como Predslava (tomada como concubina de Boleslao I el Bravo, según Gallus). Una crónica más adelante cuenta una historia, muy probablemente tomada de una Saga Nórdica, de Rogneda conspirando contra Vladimiro y pidiendo a su hijo mayor, Izyaslav, que lo matara.
Como era la costumbre nórdica real, ella fue enviada con su hijo mayor a gobernar la tierra de sus padres, Pólatsk. Los descendientes de Izyaslav continuaron gobernando Pólatsk y el recientemente fundado pueblo de Zaslawye (hoy en la provincia de Minsk), hasta la Invasión mongola.
Después que Vladimiro se convirtiera al cristianismo y tomara a Ana Porfirogéneta como su esposa, él tuvo que divorciarse de todas su anteriores esposas, incluida Rogneda. Después de eso, ella entra a un convento y tomó el nombre de Anastasia.
Alrededor del año 1825 Kondrati Ryléyev escribió un poema narrativo titulado Rogneda. Este poema se convirtió en una fuente literaria por su interpretación en la opera rusa nacionalista Rogneda de Aleksandr Serov, estrenada en 1865